# Caruaru
Caruaru – miasto w Brazylii, w stanie Pernambuco.
Liczba mieszkańców w 2000 roku wynosiła 235 881.
W mieście rozwinął się przemysł włókienniczy oraz spożywczy.